# 陆希道
陆希道（？—523年），字洪度，河南洛阳人，北魏官员。

## 生平
陆叡长子。天生大鬍子。早年拜中散，升迁通直郎，因父謀逆事牽連，徙遼西郡。後來得还中原。以军功拜给事中，升迁為司徒记室。义阳平定之日，元英叫陆希道寫告捷文书（露板），嫌他寫得囉嗦，又命令傅永改之。以功赐爵淮阳男。拜谏议大夫。《北史·陆希道传》稱：“希道善於驭边，甚有威略。”
正光初年（520）九月，蠕蠕國主阿那瑰归国，陆希道負責迎蠕蠕主。終官泾州刺史。

## 家庭

### 父母
- 陆叡，北魏散骑常侍、征北大将军、定州刺史、钜鹿郡公
- 博陵崔氏，北魏奋威将军、东徐州刺史、安平康侯崔鉴之女

### 兄弟姐妹
- 陆希悦，北魏平南将軍、光禄大夫
- 陆希谧，北魏太尉参軍
- 陆希静，北魏邵郡太守
- 陆希质，东魏卫大将军、都官尚书

### 子女
- 陆士懋，东魏平东将军、营州刺史、钜鹿郡公
- 陆士宗，北魏尚书左外兵郎中
- 陆士述，北魏符玺郎中
- 陆子彰，东魏骠骑大将军、中书监、东郡文宣公
- 陆士廉，北魏建州平北府长史
- 陆士佩，东魏安东将军、司州治中
- 陆氏，嫁李士璜[2]